# Stazione di Itri
La stazione di Itri è una fermata ferroviaria posta sulla linea Roma–Formia–Napoli, a servizio dell'omonimo comune.

## Storia
Nel 2025 la stazione è stata interessata da lavori di riqualificazione.

## Movimento
Si tratta di una fermata secondaria, con una frequenza di passaggio di circa un treno ogni due ore per senso di marcia.
La fermata è impresenziata e senza biglietteria ed è classificata da RFI nella categoria "Bronze".

## Impianti
Il fabbricato viaggiatori ha una piccola sala d'attesa e delle panchine collocate all'esterno. La fermata ha due binari attivi. Nel piccolo tronchino della stazione, ormai inesistente e scollegato dalla rete, sostava un vecchio carro cisterna destinato al trasporto dell'acqua potabile costruito negli anni '20 (di residenza Formia, accantonato e recuperato nel 2019 da Fondazione FS). La stazione è diventata fermata durante gli anni 2000 e prima di ciò vi era attivo un banco ACE con Dirigente Movimento presenziante. Per collegare i due marciapiedi (quello del binario 2 e quello del binario 1) è stato costruito un cavalcavia. All'esterno della stazione, salendo verso l'Appia, vi è un parcheggio di recente costruzione. 
Itri è sede di una delle molteplici SSE della linea Roma-Formia-Napoli. Al momento si discute di un probabile restyling della fermata, cosa che per i residenti e per i visitatori sarà una svolta.